# La Suisse (bateau à vapeur)
Pour les articles homonymes, voir Suisse (homonymie).
La Suisse est un bateau « Belle Époque » de la Compagnie générale de navigation sur le lac Léman (CGN). C'est un bateau à vapeur et à roues à aubes, classé monument historique.

## Historique

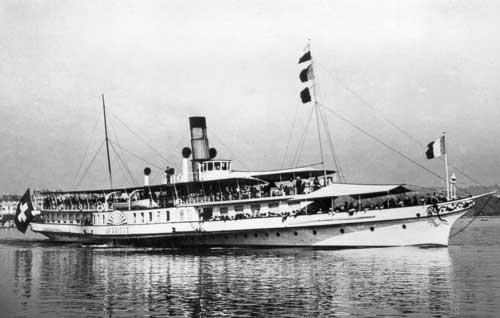
Le bateau dans les années 1920.

La Suisse est commandée en septembre 1908 par la CGN et construite en 1909 par Sulzer Frères à Winterthour. C'est le deuxième bateau du nom sur le Léman. Entré en service le 31 mai 1910, c'était alors le plus grand bateau à vapeur des lacs suisses. Il est depuis considéré comme le « bateau amiral » de la flotte Belle Époque de la CGN.
En 1927, les tubes de chaudières sont remplacés, le salon de 1re classe est rénové, un toit en métal est installé sur le pont supérieur. En 1931 le pont supérieur est vitré.
Entre 1940 et 1947 le bateau est immobilisé à cause de la guerre. Il est révisé en 1948 avant d'être remis en service. En 1952 les ponts sont améliorés et les salons sont rafraîchis.
En 1960, le charbon est remplacé par le mazout. Le fumoir du pont supérieur est supprimé et le vitrage est allongé.
Entre 1968 et 1971 les chaudières d’origine sont remplacées par une seule chaudière de grande taille. L'installation électrique, auparavant 65 volts, passe au 220 volts, et une nouvelle commande électro-hydraulique du gouvernail est installée.
Entre 1981 et 1988 différentes parties du bateau sont révisés et améliorés : la machine (la haute pression, puis la basse pression, les glissières et la tuyauterie), les eaux usées, le chauffage, le gouvernail, la sonorisation. En 2003, des décorations de poupe et de proue sculptées et dorées ainsi qu'un canot sont offerts par l'Association Patrimoine du Léman.
La Suisse assure de 1971 à 1974 et à nouveau dès 2000 le « Tour du Lac » au départ de Genève, ligne de base de la CGN pour laquelle le bateau a été construit. De 1975 à 1999, elle a effectué le tour du Haut Lac au départ de Lausanne.
En 2011, elle est classée monument historique par le canton de Vaud. Elle est également inscrite, tout comme le Savoie, le Rhône et le Simplon comme bien culturel suisse d'importance nationale.

## Rénovation en 2007-2009
Le bateau a été entièrement rénové entre octobre 2007 et mai 2009 grâce à des dons privés récoltés par l'Association des amis des bateaux à vapeur du Léman et une augmentation du capital-action de la CGN (les coûts estimés montent à 15 millions de CHF). L'Association Patrimoine du Léman a effectué, entre 2005 et 2007, une vaste recherche historique, laquelle a permis de restituer l'état d'origine du salon de 1re classe. Une nouvelle timonerie est financée par la fondation Pro Patria.
La Suisse a pu être visitée au chantier de Lausanne-Bellerive, les 13 et 14 septembre 2008, lors des Journées européennes du patrimoine. Des croisières inaugurales ont eu lieu les 16 et 17 mai 2009.

## Galerie

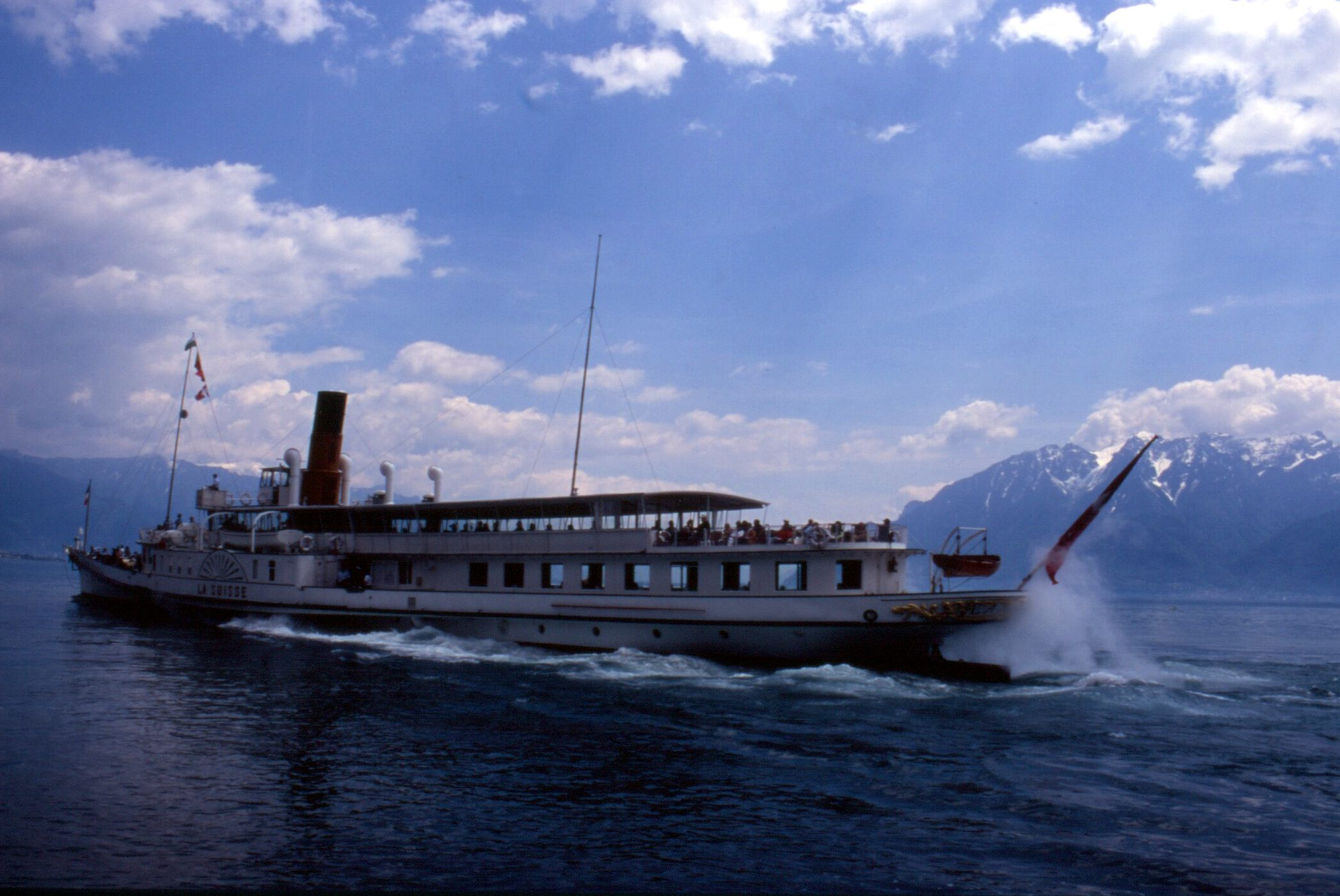
2006.
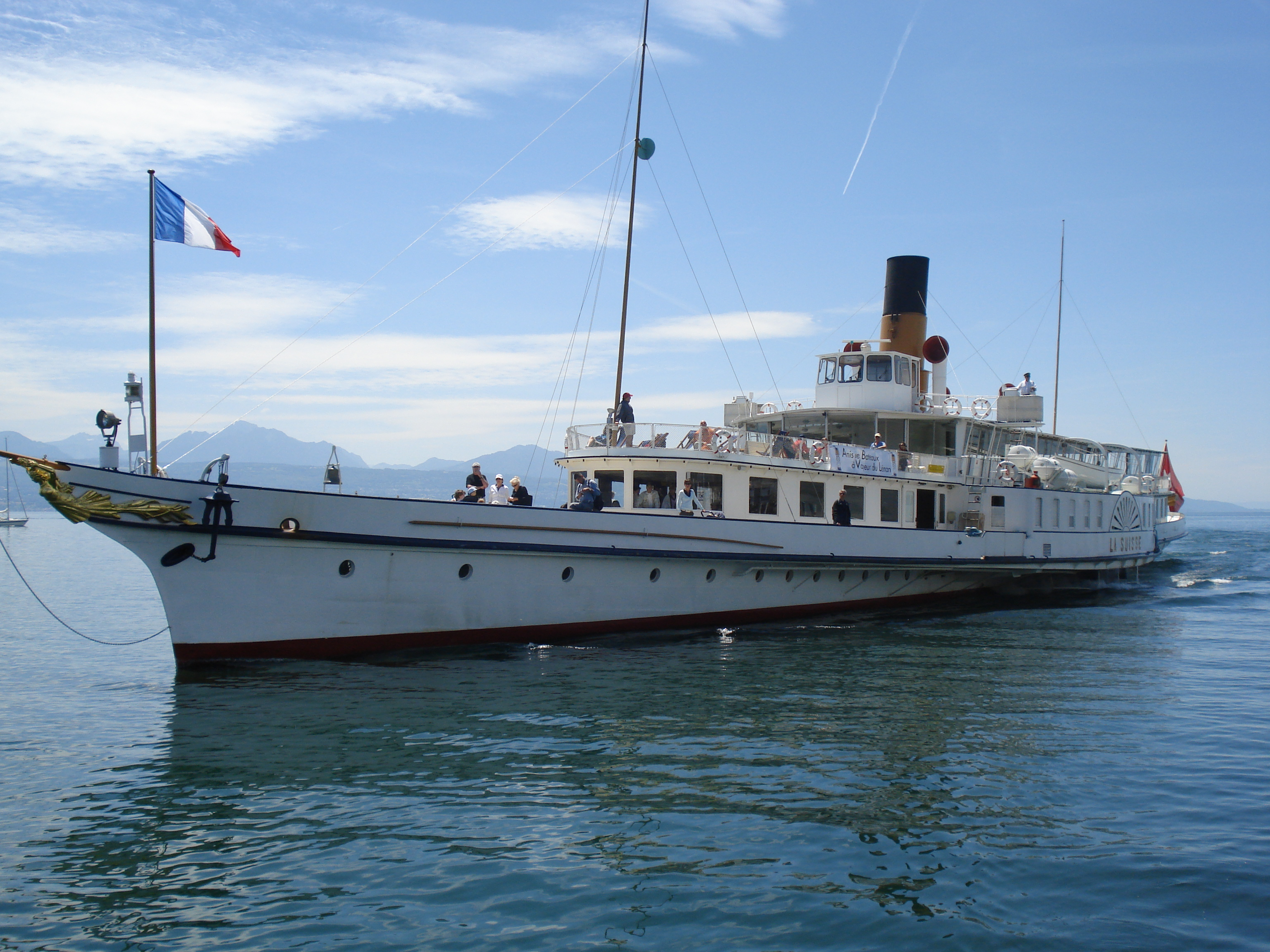
2007.

Après rénovation complète
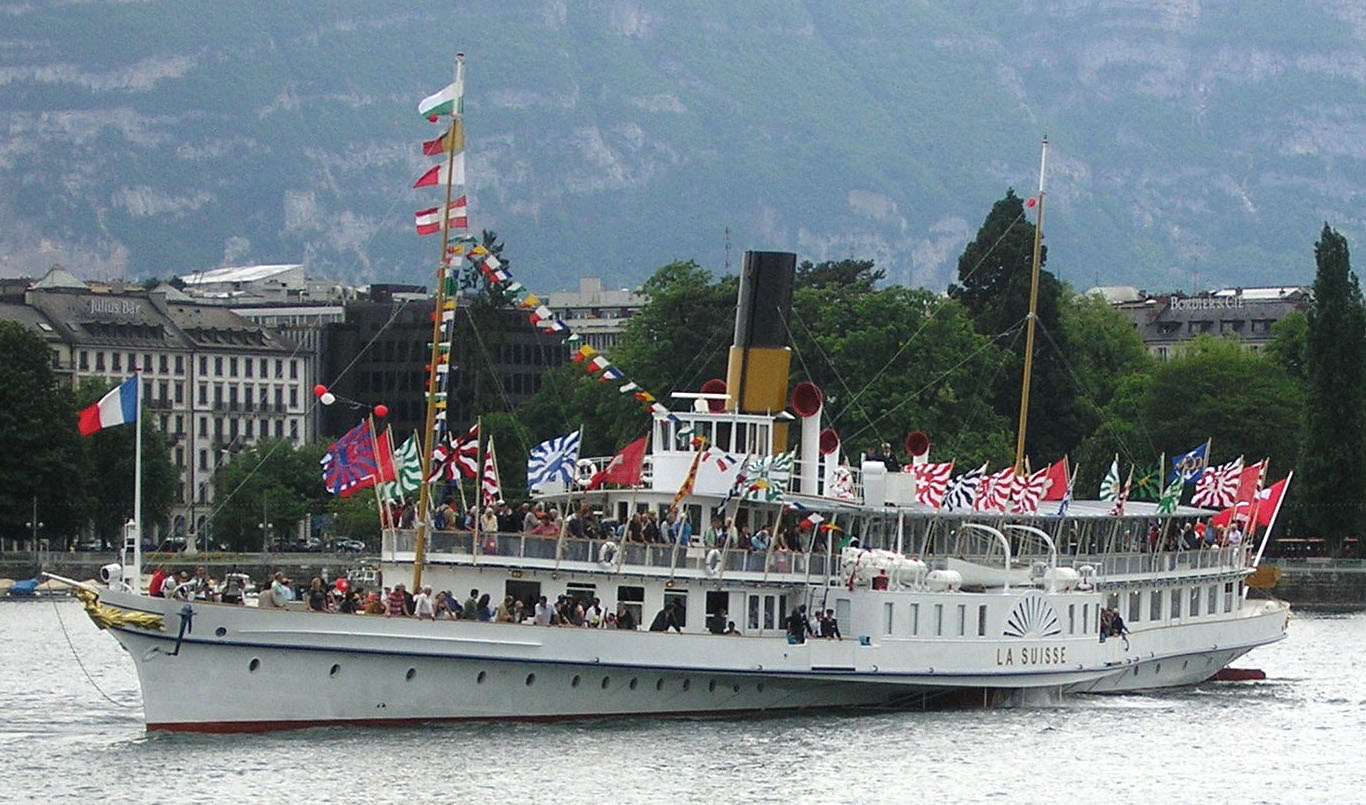
Journée inaugurale 17 mai 2009.
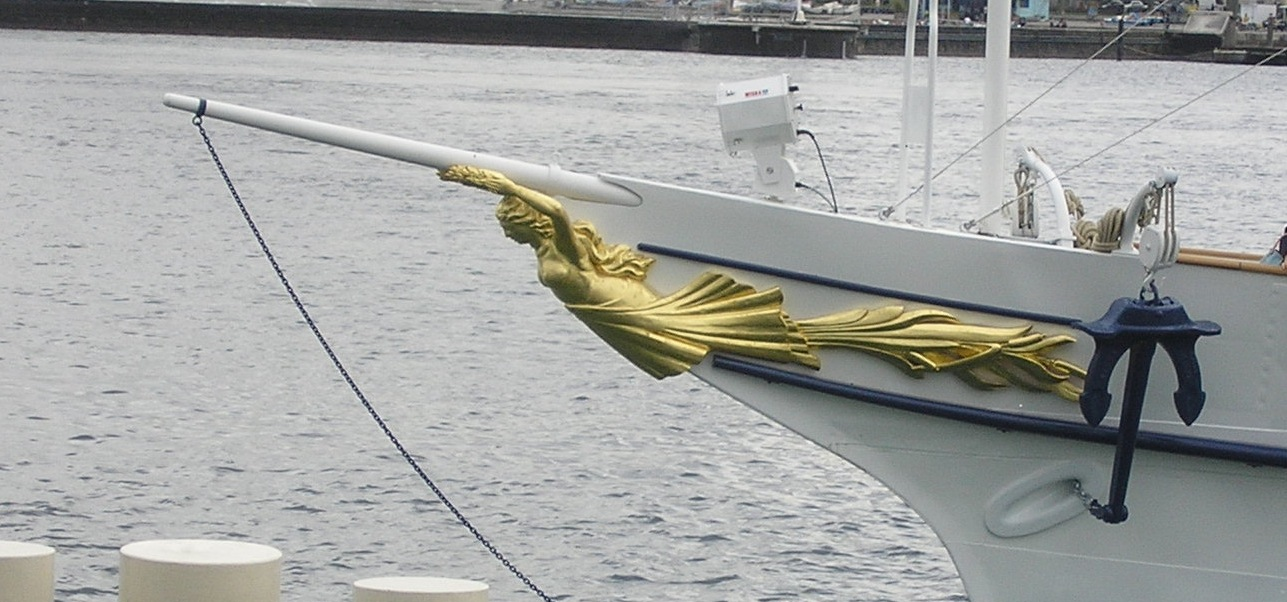
Figure de proue.
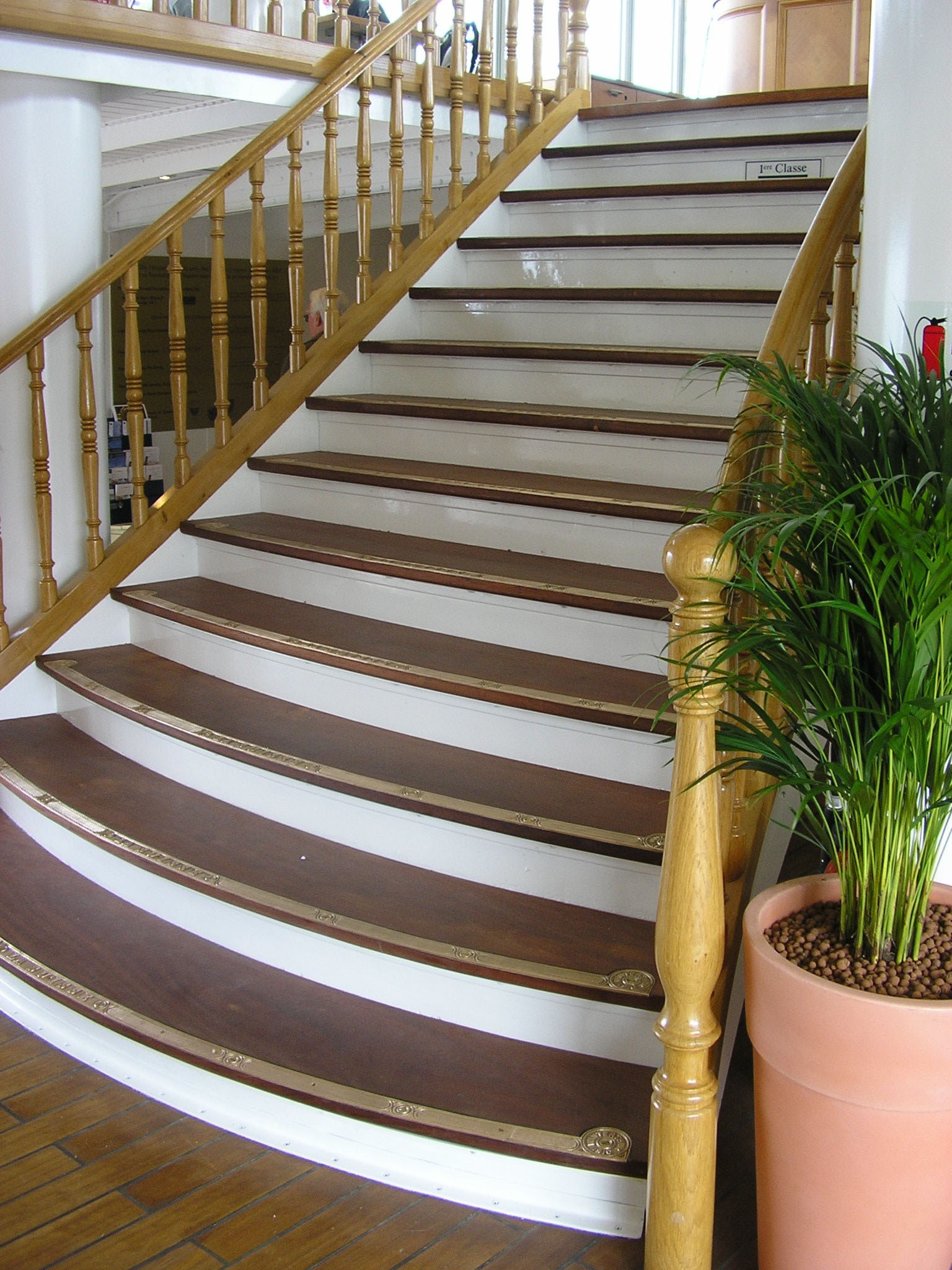
Escalier.
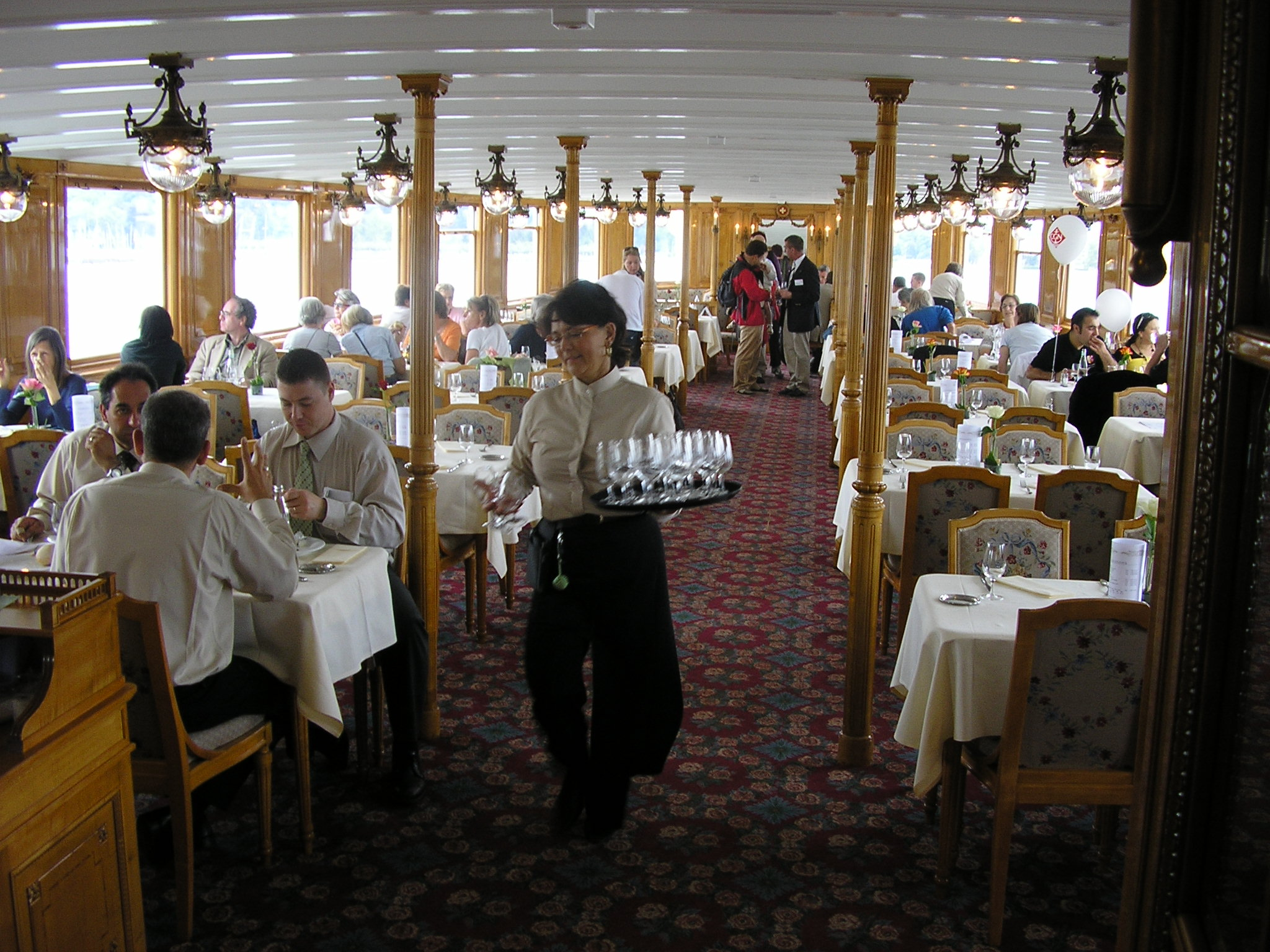
Restaurant 1re classe.
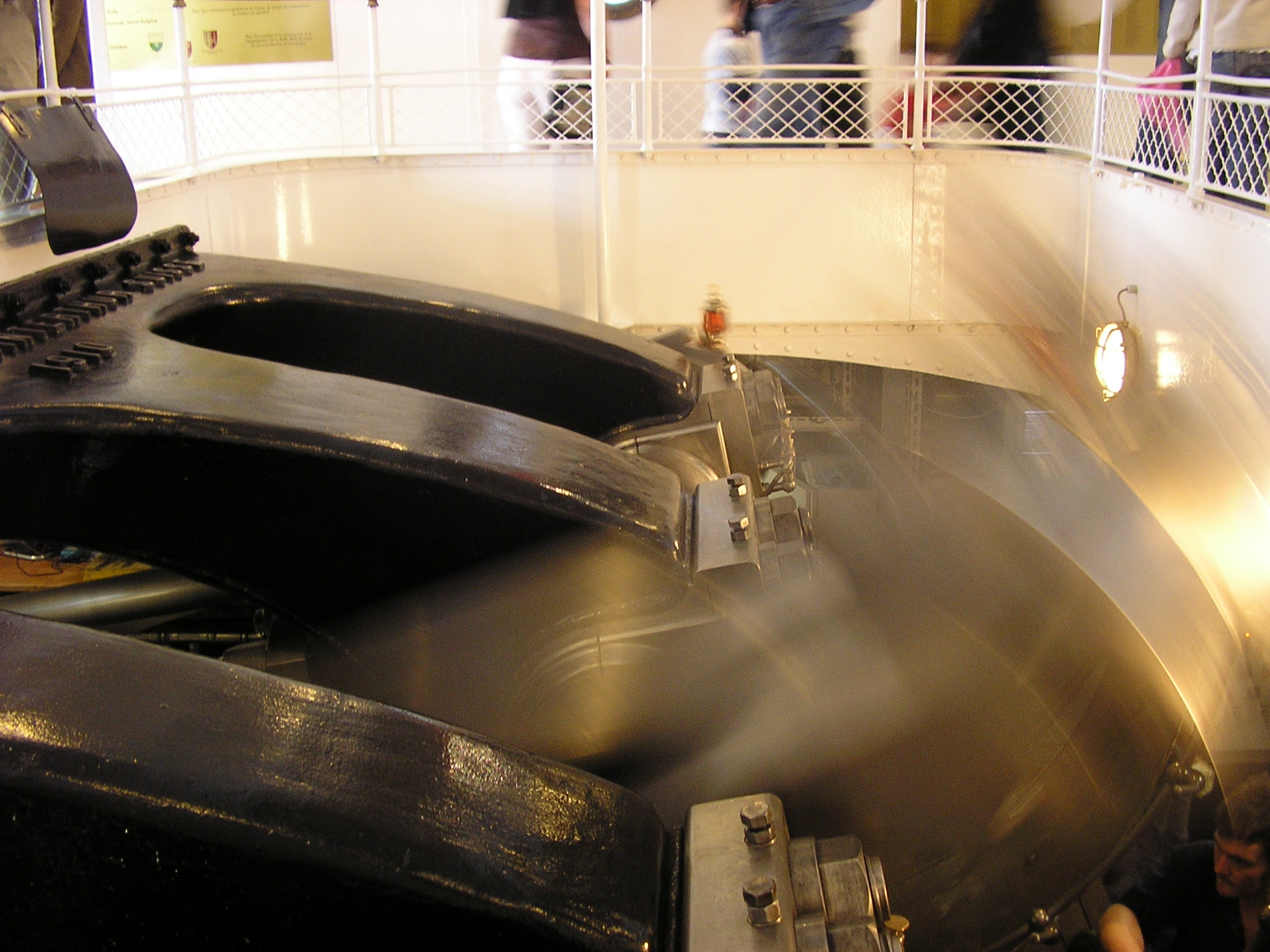
Bielles en mouvement.